# (20585) Wentworth
(20585) Wentworth (1999 RG160) – planetoida z grupy pasa głównego asteroid okrążająca Słońce w ciągu 3,31 lat w średniej odległości 2,22 j.a. Odkryta 9 września 1999 roku.